# بول هام
بول إلبرت هام (بالإنجليزية: Paul Hamm)‏ وهو لاعب منتخب جمباز أمريكي. مزداد بتاريخ 24 سبتمبر 1982 وهو الفائز بلقب بطولة العالم للجمباز الفردي للرجال وحاصل على ميداليات أولمبية في ثلاثة دورات أولمبية مختلفة ومتتالية وهي سدني 2000 وأثينا 2004 وبكين 2008. كان أفضلها في أثينا 2004 حيث حصل على كل اليداليات للمسابقة الفردية للرجال.

## الحياة الشخصية
وُلد بول في ولاية ويسكونسن وهو ابن ساندي وسيسيلي هام. شقيقه التوأم هو مورغان هام هو أيضًا لاعب جمباز وحاصل على ميدالية أولمبية. أخته الكبرى، إليزابيث بيتسي، هي عضو سابق في الفريق الوطني للجمباز الأمريكي.

## المسار المهني
هام هو بطل شامل للولايات المتحدة ثلاث مرات متتالية، وفاز بالألقاب من 2002-2004. في عام 2003، أصبح أول رجل أمريكي يفوز باللقب الشامل في بطولة العالم. في دورة الألعاب الأولمبية الصيفية لعام 2000 في سيدني، تنافس هام جنبًا إلى جنب مع شقيقه التوأم مورجان هام واحتل المركز الخامس في مسابقة الفريق والمركز الرابع عشر في المسابقة الفردية الشاملة.

### الألعاب الأولمبية الصيفية 2004
شارك هام مرة أخرى في دورة الألعاب الأولمبية الصيفية لعام 2004 في أثينا مع شقيقه التوأم مورجان هام. فاز بالميدالية الفضية في مسابقة الفرق وفاز بالميدالية الذهبية في المسابقة الشاملة. كما أنه كاد أن يفوز بالميدالية الذهبية في العارضة العليا لكنه حصل على الميدالية الفضية بعد كسر التعادل.
في المنافسة الشاملة، كان هام في وضع جيد بعد الدورات الثلاث الأولى، لكن سقوطه الكارثي في الحركات الارضية (حيث كاد أن يسقط على مقعد الحكام) أوقعه في المركز الثاني عشر وبدا أنه بعيد جدا عن منافسة الترشح للميداليات من أي نوع. ومع ذلك فإن العديد من الأخطاء من قبل لاعبي الجمباز الآخرين، جنبًا إلى جنب مع أداء هام على القضبان المتوازية، أعادته إلى المركز الرابع، وبعد الدوران الخامس. حقق روتينه العالي في الدوران النهائي بنتيجة 9.837، وفاز بالميدالية الذهبية بهامش 0.012، وهي الأقرب في تاريخ الجمباز الأولمبي. كانت علاماته في التخصصات الستة كالآتي:
- الأرض: 9.725 (الأول)
- المقبض: 9.700 (الرابع)
- الحلقات: 9.587 (8)
- الحركات الارضية: 9.137 (12)
- القضبان المتوازية: 9.837 (الأول)
- الشريط الأفقي: 9.837 (الأول)
- بشكل شامل: 57.823 (الأول)

## مسابقة ساسوكي
كما تنافس هام في البرنامج التلفزيوني الياباني الشهير ساسوكي «النينجا المحارب». حيث شارك هو وشقيقه مورجان في ثلاث بطولات (رقم 14 و 15 و 16). وصل بول إلى المرحلة الثانية من المسابقة الرابعة عشرة لكنه فشل في إكمالها حيث تجاوز العقبة الأخيرة في منافسة «رفع الجدار» لكنه نسي الضغط على الزر الأحمر قبل نفاد الوقت. في المسابقة الخامس عشرة لم يتمكن من اجتياز حاجز المرحلة الأولى. وفي السادس عشر، وصل إلى المرحلة الثانية مرة أخرى لكنه فشل في العقبة المعروفة باسم «الدوران المعدني».

## اعتقاله
في 3 سبتمبر 2011، اتُهم هام بالاعتداء على سائق تاكسي من ولاية أوهايو، وكسر زجاج نافذة سيارة الأجرة ورفض دفع الأجرة. وتم القبض عليه وأثناء احتجازه هدد الضباط بالقبض عليهم، ووجهت إلى هام تهمة الاعتداء وجنح أخرى. في 9 سبتمبر من نفس العام، تم فصل هام من منصبه كمدرب في ولاية أوهايو. في يوم الخميس 23 فبراير 2012، تمت محاكمة هام في مجموعة من الجنح في محكمة أرلينغتون العليا في ضواحي كولومبوس. حيث أسقطت تهمة جنحة اعتداء. حكم على هام بالسجن لمدة 90 يومًا في كل تهمة موقوفة التنفيذ، بشرط أن يكمل عامًا تحت المراقبة، ويدفع أجرة سيارة الأجرة، بالإضافة إلى رسوم المحكمة، ويخضع لبرنامج علاج ادمان الكحول.

## روابط خارجية
- بول هام على موقع الاتحاد الدولي للجمباز (licence) (الإنجليزية)
- بول هام على موقع الاتحاد الدولي للجمباز (biography) (الإنجليزية)
- بول هام على موقع الاتحاد الأمريكي للجمباز (الإنجليزية)
- بول هام على موقع اللجنة الأولمبية الدولية (الإنجليزية)
- بول هام على موقع أوليمبيديا (الإنجليزية)
- بول هام على موقع اللجنة الأولمبية والبارالمبية الأمريكية (الإنجليزية)